# Wahlenbergia psammophila
Wahlenbergia psammophila är en klockväxtart som beskrevs av Rudolf Schlechter. Wahlenbergia psammophila ingår i släktet Wahlenbergia och familjen klockväxter. Inga underarter finns listade i Catalogue of Life.